# エンタープライズ (The Trip White Hornetのアルバム)
『エンタープライズ』は、1999年3月21日にリリースされたThe Trip White Hornetの1枚目のアルバムである。

## 解説
- mustard名義も含め、The Trip White Hornetの初の作品。

## 収録曲
| 全編曲: The Trip white Hornet。 |                           |      |      |
| #                               | タイトル                  | 作詞 | 作曲 |
| 1.                              | 「ENTERPRISE」            |      |      |
| 2.                              | 「SLOWLY」                |      |      |
| 3.                              | 「NO SAY NO PLACE TO GO」 |      |      |